# Цкнари-Абано
Цкнари-Абано (груз. წყნარი აბანო) — село в Грузии, на территории Тетрицкаройского муниципалитета края (мхаре) Квемо-Картли.

## География
Село находится в юго-восточной части Грузии, к северу от реки Храми, на расстоянии приблизительно 16 километров (по прямой) к юго-западу от города Тетри-Цкаро, административного центра муниципалитета. Абсолютная высота — 1112 метров над уровнем моря.

## Население
По результатам официальной переписи населения 2014 года постоянное население в Цкнари-Абано отсутствовало.
| Год  | Население, человек |
| ---- | ------------------ |
| 2002 | 0                  |
| 2014 | 0                  |